# Arteria profunda brachii

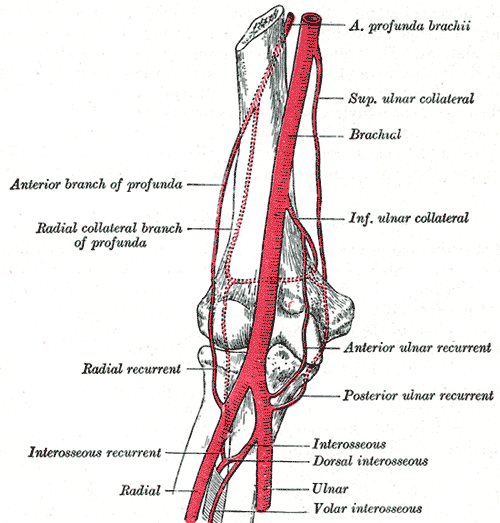
Arterien des Oberarms des Menschen

Die Arteria profunda brachii („tiefe Armarterie“) ist der stärkste Ast der Oberarmarterie (Arteria brachialis) und geht meist unweit der hinteren Achselfalte, unterhalb des Musculus teres major von ihr ab. Sie folgt dem Nervus radialis in den Radialiskanal. Die Arterie teilt sich in zwei Hauptäste:
- Arteria collateralis radialis (seitliche radiale Arterie) und
- Arteria collateralis media (seitliche mittige Arterie).

Die Arteria profunda brachii versorgt hauptsächlich den Musculus triceps brachii und gibt Äste an ein Gefäßnetz am Ellbogengelenk (Rete articulare cubiti) ab. Sie versorgt außerdem den Musculus deltoideus und gelegentlich den Oberarmknochen.